# Kenneth Gundersen
Kenneth Gundersen, född 2 oktober 1981 i Fjellhamar, Norge är en norsk motocross och enduroförare som kört för Yamaha i MX1-klassen i världsmästerskapsserien i motocross. Han har tidigare bland annat kört för KTM Racing Team. 
Gundersen körde tio säsonger i motocrossens VM-klasser och slutade flera säsonger bland de tio bästa i världen, med fjärdeplatsen i MX 125cc säsongen 2001 som bästa resultat.
Gundersen har också fyra segrar, 1999, 2000, 2003 och 2016, i världens största endurotävling, Gotland Grand National.